# Morpará
Morpará is een gemeente in de Braziliaanse deelstaat Bahia. De gemeente telt 8.871 inwoners (schatting 2009).

## Aangrenzende gemeenten
De gemeente grenst aan Barra, Brotas de Macaúbas, Gentio do Ouro, Ibotirama, Ipupiara, Oliveira dos Brejinhos en Xique-Xique.